# Ludmila Pacnerová
Ludmila Pacnerová (20. července 1925, Třebíč – 24. června 2008, Brno) byla česká slavistka a paleoslavistka.

## Biografie
Ludmila Pacnerová se narodila v roce 1925 v Třebíči, kde následně vystudovala základní školu a gymnázium, maturovala v roce 1944. Vzhledem k tomu, že během druhé světové války došlo k uzavření vysokých škol, tak na filozofickou fakultu Masarykovy univerzity v Brně nastoupila až v roce 1945, mezi lety 1945 a 1949 studovala slavistiku a klasickou filologii, mezi její pedagogy patřili např. František Trávníček, Josef Machek, Josef Kurz nebo Jaroslav Ludvíkovský. Již během studií spolupracovala s Josefem Kurzem na staroslověnském slovníku a po ukončení studií odešla do Starých Hamrů, kde pracovala jako pedagožka. Od roku 1953 pak pracovala v nově vzniklém Slovanském ústavu ČSAV, ten byl později transformován na Ústav pro jazyk český. Tam působila i nadále, mezi lety 1968 a 1969 také působila jako pedagožka na Masarykově univerzitě v Brně.

## Dílo
Věnovala se primárně studiu hlaholice nebo staroslověnštiny, dlouhou část vědecké práce věnovala staroslověnskému slovníku. Věnovala se také rozboru staroslověnské a slovanské syntaxi. Věnovala se také hlaholským písním a jejich transliteraci do latinky. Věnovala se také řeckoslovanskému indexu. Byla také odbornicí na hlaholské písmo a hlaholskou literaturu.

### Publikace
- České hlaholské památky. - In: Slavia. - Roč. 32, seš. 3, (1963), s. 452-457.
- Slovník jazyka staroslověnského : Lexicon linguae palaeoslovenicae. / Hlavní redaktor J. Kurz. - Praha, 1966. (2. vyd. 1973, 3. vyd. 1982, 4. vyd. 1997 ; hlavní redaktor Z. Hauptová.)
- Česká hlaholská literatura v klášteře na Slovanech. - In: Z tradic slovanské kultury v Čechách : Sázava a Emauzy v dějinách české kultury. - Praha : Univ. Karlova, 1975. - S. 155-161.
- Staročeský hlaholský Pasionál. - In: Listy filologické. - Roč. 99, č. 4 (1976), s. 211-220.
- Staročeské hlaholské zlomky : kritické vydání. - Praha : Academia, 1986. - 132 s., 8 fot. - (Rozpravy ČSAV. Roč. 96/1986, Řada společ. věd ; Seš. 4).
- Hlaholice v české písařské praxi. - In: Listy filologické. - Roč. 112, č. 1 (1989), s. 30-40, 7 s. fot.
- Rimskyj misal : Missale Romanum. / Hlavní redaktor F. V. Mareš, příprava textu V. Tkadlčík a spolupracovníci (E. Bláhová, Z. Hauptová, V. Konzal, L. Pacnerová, J. Švábová, P. Vyskočil, E. Pallasová). - Olomouc, 1992.
- Česká varianta charvátské hranaté hlaholice. - In: Slovo. 46/46 (1994/1996), s. 45-62. - (Zagreb)
- Старославянский словарь (по рукописям X-XI вв.). / Под редакцией Р. М. Цейтлин, Р. Вечерки и Э. Благовой. - Москва, 1994. - (переписка : Москва, 1999)
- Psalterii Sinaitici pars nova (monasterii s. Catharinae codex slavicus 2/N). / Sub redactione F. V. Mareš. Ad editionem praeparaverunt P. Fetková, Z. Hauptová, V. Konzal, L. Pacnerová, J. Švábová. - Vídeň : Verlag der Österreichischen Akademie der Wissenschaften, 1997.
- Česká bible Hlaholská : bible Vyšebrodská. - Praha : Euroslavica, 2000. - LVI + 528 s., Práce Slovanského ústavu AV ČR, Nová řada, svazek 7
- Hlaholice na prahu třetího tisíciletí. - In: Slavia. - Roč. 70, seš. 3-4 (2001), s. 421-427.
- Staročeský Hlaholský Comestor. - Praha : Euroslavica, 2002. - LVI + 120 s., Práce Slovanského ústavu AV ČR, Nová řada, svazek 11